# Абжалілов Халіль Галійович
Халі́ль Галі́йович Абжалі́лов (тат. Xəlil Ğali uğlı Əbcəlilev, Хәлил Гали улы Әбҗелилев) (*17 (29) вересня 1896, Мустафіно — 18 березня 1963, Казань) — татарський радянський актор, народний артист СРСР з 1957 року. Член КПРС з 1944 року.
Сценічну діяльність почав у 1916 році (трупа «Ширкат» в Оренбурзі). У 1920–1923 роках брав активну участь у створенні узбецьких національних театрів. З 1928 року Абжалілов працює в Татарському академічному театрі імені Камала (Казань).
Найкращі образи, створені Абжаліловим: Бадрі («Галіябану» Файзі), Полежаєв («Неспокійна старість» Рахманова), Отелло («Отелло» Шекспіра).